# مبارك فهد السالم الصباح
الشيخ مبارك فهد السالم المبارك الصباح ، أحد أبناء الشيخ فهد السالم الصباح من زوجته الشيخة بدرية السعود الصباح ، وهو حفيد حاكم الكويت التاسع الشيخ سالم المبارك الصباح.

## سيرته الذاتية
الشيخ مبارك فهد السالم الصباح من مواليد بيروت ، وفي صغره عاد مع أسرته إلى الكويت ، وترعرع في قصر السالمية ، وأمضى المرحلة الابتدائية في مدرسة الرازي ، ثم انتقل إلى مدرسة السالمية المتوسطة، ثم سافر إلى سويسرا لإكمال دراسته، وبعد عام لاحظت والدته ان لغته العربية أصبحت ضعيفة، فنقلته إلى مدرسة الشويفات في لبنان ، حيث كان يدرس عدد من أبناء عمومته ، ومن بينهم الشيخ الدكتور علي سالم العلي ، وشقيقه الشيخ عذبي ، وواصل دراسته هناك حتى عام 1975 عندما اندلعت الحرب الاهلية اللبنانية ، فعاد إلى الكويت ، والتحق بالمدرسة الإنكليزية ، وفي هذا العام كانت شقيقته الشيخة إيمان قد تخرجت وسافرت إلى سويسرا لتدرس هندسة الديكور ، ثم انتقل إلى باريس ليكمل دراسته مع شقيقته ، وهناك أكمل المرحلة الثانوية ، ثم انتقل إلى الجامعة الاميركية في باريس ، حيث تخصص في التاريخ والفلسفة ثم عاد إلى الكويت بعد التخرج ، ليبدأ حياته المهنية وعمل في الديوان الاميري ، في قسم الترجمة ، ثم انتقل إلى التشريفات كونه يجيد اللغة الفرنسية إضافة الي إجادته العربية والايطالية والألمانية والإنكليزية..

## الأوسمة التي حصل عليها
- وسامين بدرجة فارس من جمهورية فرنسا.
- وسام الوردة البيضاء من رئيس جمهورية فلندا.

## أشقاؤه وشقيقاته
- الشيخ سالم الفهد السالم الصباح ( متوفى ).
- الشيخة هدي الفهد السالم الصباح.
- الشيخة آمنة الفهد السالم الصباح.[2]
- الشيخة إيمان الفهد السالم الصباح.
- الشيخة لولوه الفهد السالم الصباح.
- الشيخ علي الفهد السالم الصباح.
- الشيخة فاطمة الفهد السالم الصباح.
- الشيخة لطيفة الفهد السالم الصباح.

## حياته العائلية
تزوج من الشيخة بيبي خليفة عبد الله الخليفة الصباح ولديه من الأبناء:
- الشيخ فهد السالم.
- الشيخة سعاد.
- الشيخة بدرية.
- الشيخ عبد الله.